# 信濃町教会

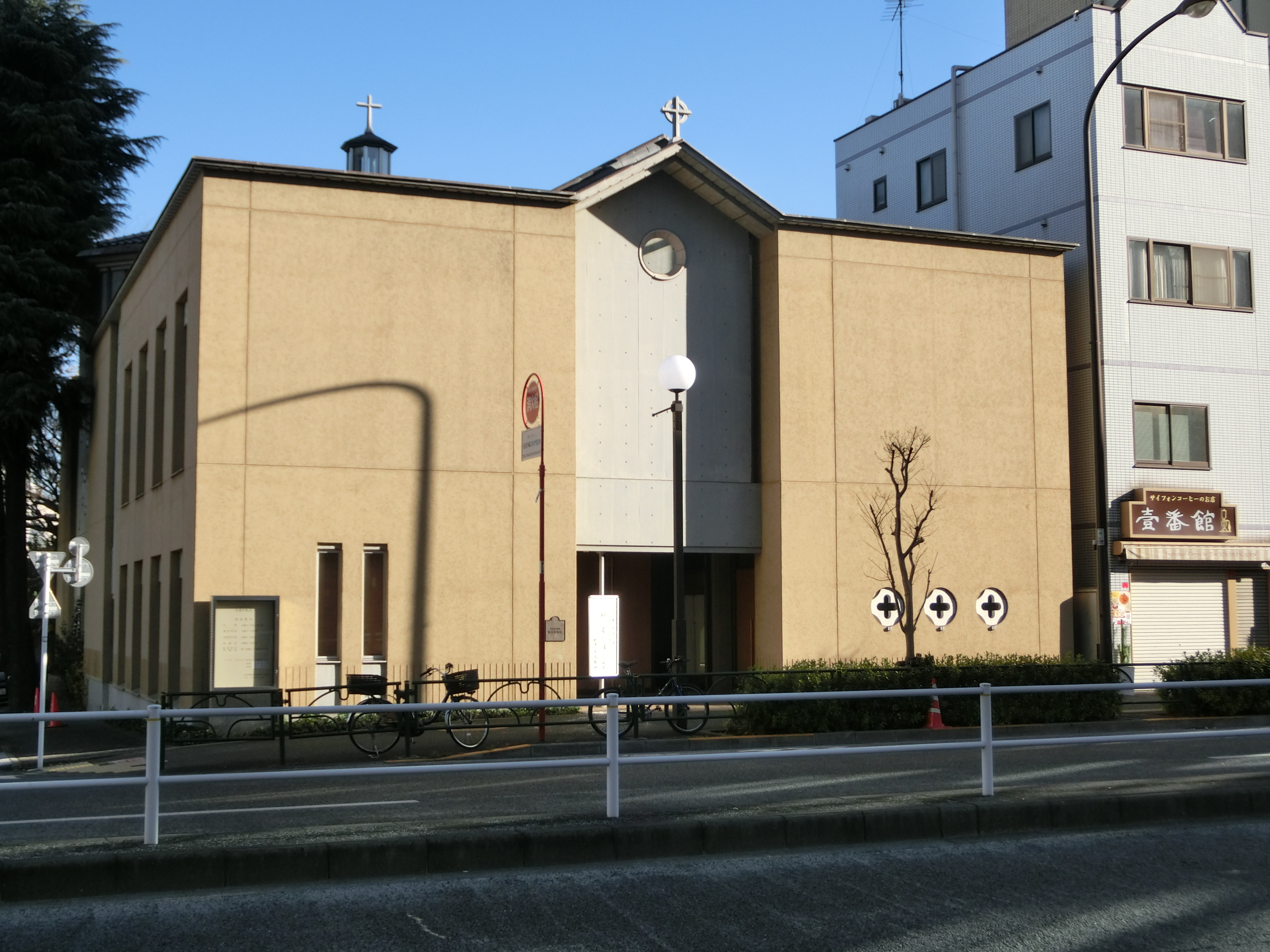
信濃町教会

信濃町教会（しなのまちきょうかい）は、東京都新宿区信濃町にある日本基督教団の長老教会系の教会である。

## 歴史
1924年（大正13年）6月1日に高倉徳太郎が東京府東京市大久保百人町で最初の礼拝を行ったのが初めである。12月に戸山教会という名称が付けられた。1925年（大正14年）9月14日に日本基督教会東京中会において、伝道教会として設立を承認される。
1925年（大正14年）11月淀橋町柏木に移転し、「柱の教会」と言われた。1927年（昭和2年）富士見町教会から106名の人物が加わり、9月に独立教会に昇格する。
1930年（昭和5年）に信濃町に教会堂を建設し、9月に信濃町教会と改称した。1934年（昭和9年）に高倉が死去すると、福田正俊が後継者になる。
1941年（昭和16年）6月日本基督教団の創立と共に、同教団に所属する。1945年（昭和20年）に福田の後継者として山谷省吾が1951年（昭和26年）まで在任する。そして、1951年福田正俊が再任し1974年（昭和49年）まで牧師を務める。
2004年（平成16年）内井昭蔵により新会堂が建設される。

## 教職者

### 歴代牧師
- 初代:高倉徳太郎（1924年 - 1934年）
- 第2代、第4代:福田正俊（1934年 - 1941年、1951年 - 1974年）
- 第3代:山谷省吾（1945年 - 1951年）
- 第5代:池田伯（1973年 - 1991年、2007年）
- 第6代:佐藤司郎（1991年 - 1998年）
- 第7代:南吉衛（1998年 - 2007年）
- 第8代:笠原義久（2008年 - ）

### 伝道師
- 森野善右衛門
- 倉松功

## 出身者
- 石島三郎
- 赤岩栄
- 小塩力
- 寺田博

## 主な会員
- 田川大吉郎
- 渡辺荘
- 征矢野晃雄
- 河本香芽子
- 枡冨安左衛門
- 長崎次郎
- 石原謙
- 斎藤勇
- 井上良雄
- 石原吉郎
- 中川晶輝